# Spanair

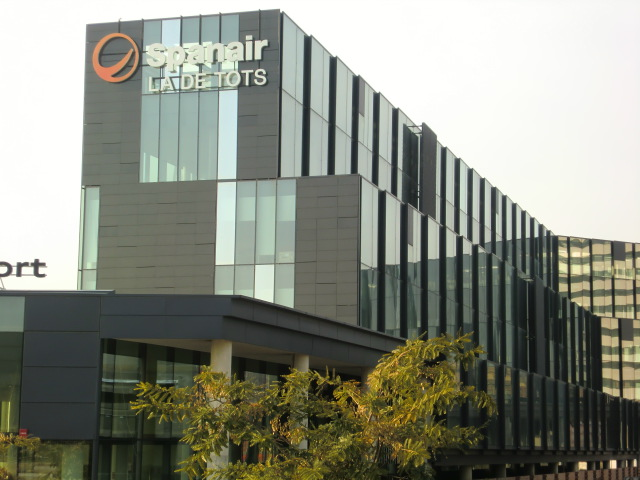
Siège social de Spanair

Spanair S.A. (code IATA : JK ; code OACI : JKK) est  une compagnie aérienne espagnole ayant opéré de décembre 1986 à janvier 2012. La compagnie était membre de Star Alliance du 1er avril 2003 jusqu'à sa fermeture. Son siège social était situé à Barcelone, où se trouvait son hub principal.
Jusqu'en 2003, Spanair est une filiale du groupe SAS qui en détient 94,9 % (51 % via Spanair Holding qui appartient à SAS à 90 % et à 10 % à Teinver et les 49 % restant directement).
À partir de 2003, SAS endosse le rôle de partenaire industriel pour la mise en place du plan stratégique et ne possède plus que 19,9 % du capital de la société. Iniciatives Empresarials Aeronàutiques (IEASA), société contrôlée par Consorci de Turisme de Barcelona, un organisme public dépendant de la Municipalité et de la Chambre de Commerce de Barcelone, et Catalana d’Inciatives, un véhicule d'investissement alliant capitaux publics et privés, en possède le reste.
Le 27 janvier 2012, la compagnie met fin à son activité en raison de ses trop grandes difficultés financières.
Spanair était la seconde compagnie espagnole après Ibéria, en parts de marché (22 %). En 2009, la compagnie a transporté 11,5 millions de passagers avec environ 200 vols quotidiens. De 2009 à 2012, le président de Spanair est Ferran Soriano.

## Histoire
Les premiers vols ont débuté en mars 1988. Spanair réalise l'essentiel de ses vols dans son marché domestique - l'Espagne continentale et les archipels des Baléares des îles Canaries - ainsi que par des liaisons entre l'Europe et l'Espagne, transportant des touristes en Espagne depuis près d'une centaine d'aéroports européens. 
Lorsqu'en février 1994 débutent ses vols réguliers en Espagne et en Europe, son activité se décompose en 87 % de vols réguliers et 13 % de charters.
En novembre 1997 ont lieu les premiers vols intercontinentaux entre l'aéroport international de Madrid-Barajas et Washington Dulles, puis vers São Paulo, Rio de Janeiro, Buenos Aires et La Havane. La compagnie réalise ses premiers partages de code avec d'autres compagnies.
En avril 2003, Spanair devient membre à part entière de Star Alliance.
En 2008, la compagnie est confrontée à d'importantes difficultés économiques consécutives à l'augmentation du coût du carburant. Elle annonce pour mi-juillet la réduction de 25 % de ses effectifs, la fermeture de neuf lignes et l'arrêt de quinze avions. À la suite de l'accident de son MD-82 en août de la même année, la compagnie perd l'essentiel de sa clientèle. L'ambiance interne se dégrade sensiblement. La compagnie enregistre d'importantes pertes financières et fait l'objet d'une sévère mise en cause de la part de la sécurité aérienne espagnole pour insuffisance de maintenance et pour la vétusté de ses avions.
Le 30 janvier 2009, SAS finalise la cession de 80 % Spanair à un consortium d’investisseurs catalans emmené par Consorci de Turisme de Barcelona et Catalana d’Iniciatives, pour un euro symbolique. SAS en conserve 20 % et reste l'opérateur industriel de la compagnie. 

### Identité visuelle

Logo jusqu'en 2009
Logo à partir de 2009

### Accident du 20 août 2008

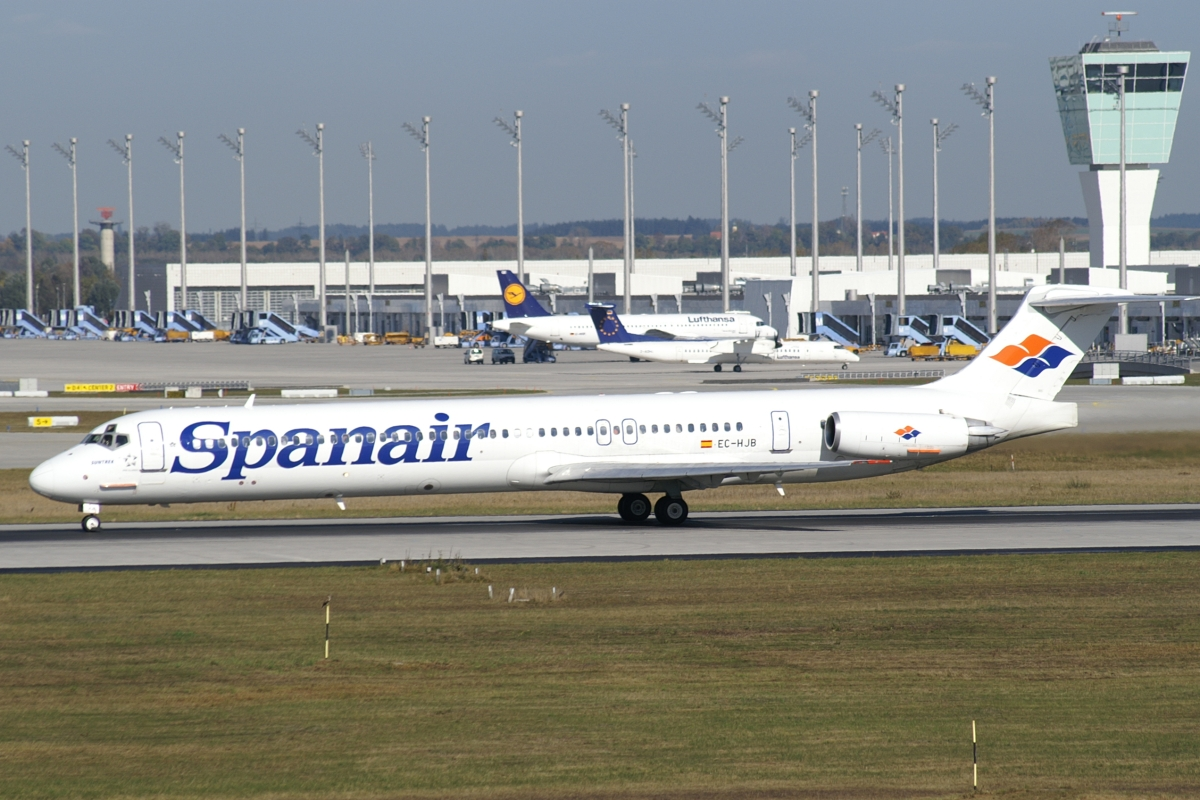
Spanair MD-82

Le mercredi après-midi du 20 août 2008, un MD-82 assurant la liaison entre Madrid et Las Palmas aux îles Canaries sort de piste après un premier décollage avorté. 
Juste avant de décoller, une avarie sur un capteur de température extérieure qui affiche 99°(le dégivrage est actif) l'a contraint à revenir au terminal pour réparation. Celle-ci s'est limitée à débrancher le fusible de chauffage de cette sonde, alors que la panne concerne un relais commandant plusieurs équipements, dont l'alarme des volets et des becs d'aile. Lors du second décollage, les volets ne sont pas sortis (omission), l'alarme ne fonctionne pas et l'avion décroche immédiatement. Il se disloque au bord de la piste en s'embrasant.
Le rapport préliminaire est rendu public.
L'accident fait 154 morts et 18 blessés, soit la totalité des 172 passagers. Les victimes sont essentiellement des touristes espagnols. Quatre Allemands, trois Français, deux Suédois, un Bulgare et un Chilien ont péri dans le crash

### Fin d'activité
Le 27 janvier 2012, Spanair met fin à ses activités en annulant tous ses vols en raison d'un manque de visibilité financière pour les mois à venir.

## Flotte
- 8 McDonnell Douglas MD-80 (2 MD81, 2 MD82, 2 MD83, 2 MD87)
- 20 Airbus A320,
- 5 Airbus A321

En août 2008, l'âge moyen de la flotte de la compagnie était de 13,1 ans.